# Turbonilla
Turbonilla (Priemhorentjes) is een geslacht van weekdieren uit de familie van de Pyramidellidae.

## Soorten
- Turbonilla abbotti (Robba, Di Geronimo, Chaimanee, Negri & Sanfilippo, 2004)
- Turbonilla abercrombiei Melvill, 1896
- Turbonilla abreojensis Dall & Bartsch, 1909
- Turbonilla abreui Peñas & Rolán, 2000
- Turbonilla abrupta Bush, 1899
- Turbonilla abseida Dall & Bartsch, 1906
- Turbonilla academica Strong & Hertlein, 1939
- Turbonilla acer (Laws, 1937)
- Turbonilla acicularis (A. Adams, 1855)
- Turbonilla acosmia Dall & Bartsch, 1906
- Turbonilla acra Dall & Bartsch, 1909
- Turbonilla actopora Dall & Bartsch, 1906
- Turbonilla aculeus (C. B. Adams, 1852)
- Turbonilla acuta (Edward Donovan|Donovan, 1804)
- Turbonilla acutissima Monterosato, 1884
- Turbonilla adaba Bartsch, 1915
- Turbonilla admira Nomura, 1937
- Turbonilla adolforolani Peñas & Rolán, 2010
- Turbonilla adusta Dall & Bartsch, 1909
- Turbonilla aepynota Dall & Bartsch, 1909
- Turbonilla aequalis (Say, 1826)
- Turbonilla affinis (C. B. Adams, 1852)
- Turbonilla ailhaudi (Saurin, 1959)
- Turbonilla alarconi Strong, 1949
- Turbonilla alaskana Dall & Bartsch, 1909
- Turbonilla alexleoni Peñas & Rolán, 2010
- Turbonilla alfredi Abbott, 1958
- Turbonilla almejasensis Bartsch, 1917
- Turbonilla almo Dall & Bartsch, 1909
- Turbonilla alta Clessin, 1902
- Turbonilla alvarezhalconi Peñas & Rolán, 2010
- Turbonilla alvheimi Lygre & Schander, 2010
- Turbonilla amandi Strong & Hertlein, 1939
- Turbonilla ambigua (Saurin, 1962)
- Turbonilla americana (d'Orbigny, 1841)
- Turbonilla amiriana Hertlein & Strong, 1951
- Turbonilla amoena (Monterosato, 1878)
- Turbonilla amortajadensis Baker, Hanna & Strong, 1928
- Turbonilla ampliusulcata Peñas & Rolán, 2010
- Turbonilla anae Peñas & Rolán, 2010
- Turbonilla andersi Peñas & Rolán, 2010
- Turbonilla andrewsi Dall & Bartsch, 1909
- Turbonilla angea Bartsch, 1915
- Turbonilla angelinagagliniae Schander, 1997
- Turbonilla angolensis Schander, 1994
- Turbonilla angusta (Carpenter, 1864)
- Turbonilla anira Bartsch, 1927
- Turbonilla annamitica (Saurin, 1959)
- Turbonilla annettae Dall & Bartsch, 1909
- Turbonilla anselmoi Peñas & Rolán, 2010
- Turbonilla anselmopenasi Lygre & Schander, 2010
- Turbonilla antestriata Dall & Bartsch, 1907
- Turbonilla antiquitas Peñas & Rolán, 2010
- Turbonilla anularia Peñas & Rolán, 2010
- Turbonilla aola Peñas & Rolán, 2010
- Turbonilla aoteana Powell, 1930
- Turbonilla approximata Dall & Bartsch, 1906
- Turbonilla apsa Bartsch, 1915
- Turbonilla aquilonaria Silva-Absalao, Dos Santos & De Olivera, 2003
- Turbonilla araceliae Peñas & Rolán, 2010
- Turbonilla aracruzensis Pimenta & Absalao, 2004
- Turbonilla aragoni Dall & Bartsch, 1909
- Turbonilla arayai Nomura, 1936
- Turbonilla archeri Dall & Bartsch, 1904
- Turbonilla arcuata Nomura, 1936
- Turbonilla aresta Dall & Bartsch, 1909
- Turbonilla argentea Sowerby III, 1892
- Turbonilla argentina (Doello-Jurado, 1938)
- Turbonilla aripana Strong, 1949
- Turbonilla armandoi Peñas & Rolán, 2010
- Turbonilla arnoldoi De Jong & Coomans, 1988
- Turbonilla arrighii (Saurin, 1959)
- Turbonilla arta Peñas & Rolán, 2010
- Turbonilla aspera Kuroda & Habe, 1971
- Turbonilla asperula Bush, 1899
- Turbonilla asser Dall & Bartsch, 1909
- Turbonilla assimilans E. A. Smith, 1890
- Turbonilla asunae Peñas & Rolán, 2010
- Turbonilla asuncionis Strong, 1949
- Turbonilla ata Bartsch, 1926
- Turbonilla atlantica (Locard, 1897)
- Turbonilla atossa Bartsch, 1915
- Turbonilla attrita Dall & Bartsch, 1909
- Turbonilla atypha Bush, 1899
- Turbonilla aulica Dall & Bartsch, 1906
- Turbonilla aurantia (Carpenter, 1864)
- Turbonilla auricolor Nomura, 1936
- Turbonilla auricoma Dall & Bartsch, 1903
- Turbonilla axeli Bartsch, 1924
- Turbonilla aya Bartsch, 1926
- Turbonilla ayamana Hertlein & Strong, 1951
- Turbonilla azteca Baker, Hanna & Strong, 1926
- Turbonilla bacalladoi Peñas & Rolán, 2010
- Turbonilla baegerti Bartsch, 1917
- Turbonilla bahiensis (Castellanos, 1982)
- Turbonilla bakeri Bartsch, 1912
- Turbonilla barazeri Peñas & Rolán, 2010
- Turbonilla barkleyensis Bartsch, 1917
- Turbonilla barrierensis (Laws, 1937)
- Turbonilla barroi Peñas & Rolán, 2010
- Turbonilla bartolomensis Bartsch, 1917
- Turbonilla bartonella Strong & Hertlein, 1939
- Turbonilla bathybius Barnard, 1963
- Turbonilla bayensis van Aartsen & Corgan, 1996
- Turbonilla beali Jordan, 1936
- Turbonilla bedoyai Peñas & Rolán, 1997
- Turbonilla bega Peñas & Rolán, 2010
- Turbonilla beidaensis Peñas & Rolán, 2000
- Turbonilla belenae Peñas & Rolán, 2010
- Turbonilla belonis Melvill & Standen, 1896
- Turbonilla belotheca Dall, 1889
- Turbonilla beltiana Hertlein & Strong, 1951
- Turbonilla bengoensis Peñas & Rolán, 1997
- Turbonilla biolleyi Hertlein & Strong, 1951
- Turbonilla bisulcata Peñas & Rolán, 2010
- Turbonilla blanchae Peñas & Rolán, 2010
- Turbonilla boisselierae Peñas & Rolán, 2010
- Turbonilla boucheti Peñas & Rolán, 2010
- Turbonilla bougainville Peñas & Rolán, 2010
- Turbonilla brachia E.A. Smith, 1890
- Turbonilla brasiliensis Clessin, 1902
- Turbonilla brodieae Peñas & Rolán, 2010
- Turbonilla buala Peñas & Rolán, 2010
- Turbonilla bucknilli (Laws, 1937)
- Turbonilla bughotu Peñas & Rolán, 2010
- Turbonilla burchi Gordon, 1938
- Turbonilla bushiana A. E. Verrill, 1882
- Turbonilla buteonis Bartsch, 1909
- Turbonilla buttoni Dautzenberg, 1912
- Turbonilla buzzurroi Peñas & Rolán, 2010
- Turbonilla cabrilloi Bartsch, 1917
- Turbonilla caca Bartsch, 1926
- Turbonilla cactiorum Peñas & Rolán, 2010
- Turbonilla caladoi Peñas & Rolán, 2010
- Turbonilla calini Espinosa & Ortea, 2014
- Turbonilla callimene Bartsch, 1912
- Turbonilla callipeplum Dall & Bartsch, 1909
- Turbonilla calvini Dall & Bartsch, 1909
- Turbonilla campbellica Odhner, 1924
- Turbonilla canadensis Bartsch, 1917
- Turbonilla cancellata (Carpenter, 1857)
- Turbonilla candida (A. Adams, 1855)
- Turbonilla canfieldi Dall & Bartsch, 1907
- Turbonilla canquei Dautzenberg, 1912
- Turbonilla capa Bartsch, 1926
- Turbonilla capixaba Pimenta & Absalao, 2004
- Turbonilla cara Nomura, 1936
- Turbonilla carlosruizi Peñas & Rolán, 2010
- Turbonilla carlotae Peñas & Rolán, 2010
- Turbonilla carlottoi Schander, 1994
- Turbonilla carmeae Peñas & Rolán, 2010
- Turbonilla carmenae Peñas & Rolán, 2010
- Turbonilla carpenteri Dall & Bartsch, 1909
- Turbonilla castanea (Keep, 1887)
- Turbonilla castanella Dall, 1908
- Turbonilla cbadamsi (Carpenter, 1857)
- Turbonilla cendoni Peñas & Rolán, 2010
- Turbonilla centrota Dall & Bartsch, 1909
- Turbonilla ceralva Dall & Bartsch, 1909
- Turbonilla cerina A. Adams, 1861
- Turbonilla cesai Peñas & Rolán, 2010
- Turbonilla chalcana Baker, Hanna & Strong, 1928
- Turbonilla charbarensis Melvill & Standen, 1901
- Turbonilla charezieuxi (Saurin, 1959)
- Turbonilla cheverti Hedley, 1901
- Turbonilla chinandegana Hertlein & Strong, 1951
- Turbonilla chirovanga Peñas & Rolán, 2010
- Turbonilla chocolata (Carpenter, 1864)
- Turbonilla choiseul Peñas & Rolán, 2010
- Turbonilla cholutecana Hertlein & Strong, 1951
- Turbonilla churia Bartsch, 1926
- Turbonilla cifara Bartsch, 1915
- Turbonilla cincta A. Adams, 1860
- Turbonilla cinctella Mörch, 1859
- Turbonilla circumlata Peñas & Rolán, 2000
- Turbonilla circumsutura Peñas & Rolán, 2010
- Turbonilla clarinda Bartsch, 1912
- Turbonilla clarquei Peñas & Rolán, 2010
- Turbonilla clementina Bartsch, 1927
- Turbonilla clessiniana Nomura, 1938
- Turbonilla clippertonensis Hertlein & Allison, 1968
- Turbonilla cochimana Strong, 1949
- Turbonilla coeni Preston, 1905
- Turbonilla colimana Hertlein & Strong, 1951
- Turbonilla collea Bartsch, 1926
- Turbonilla colpodes Melvill, 1910
- Turbonilla commoda A. Adams, 1860
- Turbonilla compsa Bush, 1899
- Turbonilla compta A. Adams, 1861
- Turbonilla confusa Brazier, 1877
- Turbonilla congoensis Peñas & Rolán, 2000
- Turbonilla conoma Bartsch, 1927
- Turbonilla conradi Bush, 1899
- Turbonilla consanguinea (E. A. Smith, 1891)
- Turbonilla constricta (E. A. Smith, 1891)
- Turbonilla contrerasiana Hertlein & Strong, 1951
- Turbonilla cookeana Bartsch, 1912
- Turbonilla cookiana (Laws, 1937)
- Turbonilla coomansi Van Aartsen, 1994
- Turbonilla cora (d’Orbigny, 1840)
- Turbonilla corgani Okutani, 1968
- Turbonilla corintoensis Hertlein & Strong, 1951
- Turbonilla cornea (A. Adams, 1853)
- Turbonilla corpulens Kirsch, 1959
- Turbonilla corrigea Laseron, 1959
- Turbonilla corsoensis Bartsch, 1917
- Turbonilla cortezi Bartsch, 1917
- Turbonilla corti Dautzenberg & Fischer H., 1897
- Turbonilla coseli Peñas & Rolán, 2002
- Turbonilla costadebilis Peñas & Rolán, 2010
- Turbonilla costasubtilis Peñas & Rolán, 2010
- Turbonilla costifera E.A. Smith, 1871
- Turbonilla cowlesi Strong & Hertlein, 1939
- Turbonilla coyotensis Baker, Hanna & Strong, 1928
- Turbonilla crassa Nomura, 1936
- Turbonilla craticulata Mörch, 1859
- Turbonilla crickmayi Strong & Hertlein, 1939
- Turbonilla crosnieri Peñas & Rolán, 2010
- Turbonilla cruzazae Peñas & Rolán, 2010
- Turbonilla cummingi Hori & Okutani, 1997
- Turbonilla cura Nomura, 1937
- Turbonilla curta Dall, 1889
- Turbonilla cynthiae De Jong & Coomans, 1988
- Turbonilla cyrtoconoidea Peñas & Rolán, 2010
- Turbonilla dakoi Peñas & Rolán, 2010
- Turbonilla dalli Bush, 1899
- Turbonilla danii Peñas & Rolán, 2010
- Turbonilla darwinensis Laseron, 1959
- Turbonilla datei Nomura, 1936
- Turbonilla davidpenasi Peñas & Rolán, 2010
- Turbonilla davidrolani Peñas & Rolán, 2010
- Turbonilla deae Nomura, 1937
- Turbonilla debilis A. Adams, 1860
- Turbonilla deboeri De Jong & Coomans, 1988
- Turbonilla decora E. A. Smith, 1904
- Turbonilla delia Melvill, 1906
- Turbonilla delicata Monterosato, 1874
- Turbonilla delmontana Bartsch, 1937
- Turbonilla delphineae Peñas & Rolán, 2010
- Turbonilla denizi Peñas & Rolán, 2000
- Turbonilla densesculpturata Peñas & Rolán, 2010
- Turbonilla depressacostae Peñas & Rolán, 2010
- Turbonilla deprofundis Barnard, 1963
- Turbonilla deschampsi Peñas & Rolán, 2010
- Turbonilla diegensis Dall & Bartsch, 1909
- Turbonilla dilutacostae Peñas & Rolán, 2010
- Turbonilla dimatteoi Peñas & Rolán, 2010
- Turbonilla dina Dall & Bartsch, 1909
- Turbonilla dinora Bartsch, 1912
- Turbonilla dipsycha (Watson, 1886)
- Turbonilla discrepata Peñas & Rolán, 2010
- Turbonilla dispar Pilsbry, 1897
- Turbonilla disparapex Peñas & Rolán, 2010
- Turbonilla domingana Hertlein & Strong, 1951
- Turbonilla dongbaensis Saurin, 1959
- Turbonilla dora Bartsch, 1917
- Turbonilla doredona Bartsch, 1917
- Turbonilla dracona Bartsch, 1912
- Turbonilla dunedinensis (Laws, 1937)
- Turbonilla dunkeri Clessin, 1902
- Turbonilla dunkeriformis (Saurin, 1959)
- Turbonilla duodecimlyrae Peñas & Rolán, 2010
- Turbonilla duodenae Peñas & Rolán, 2010
- Turbonilla duquei Peñas & Rolán, 2010
- Turbonilla dusiana Nomura, 1937
- Turbonilla edgarii (Melvill, 1896)
- Turbonilla edoensis Yokoyama, 1927
- Turbonilla eduardi Peñas & Rolán, 2010
- Turbonilla edwardensis Bartsch, 1909
- Turbonilla effusa (Gould, 1861)
- Turbonilla ekidana Hertlein & Strong, 1951
- Turbonilla electra Bartsch, 1927
- Turbonilla elegans (d'Orbigny, 1841)
- Turbonilla elegantula A. E. Verrill, 1882
- Turbonilla elejabeitiae Peñas & Rolán, 2010
- Turbonilla emertoni A. E. Verrill, 1882
- Turbonilla emiliae Melvill, 1896
- Turbonilla enamelicolor Nomura, 1936
- Turbonilla encella Bartsch, 1912
- Turbonilla engbergi Bartsch, 1920
- Turbonilla enna Bartsch, 1927
- Turbonilla eodem Penas & Rolán, 1999
- Turbonilla eques Laws, 1937
- Turbonilla eritima E. A. Smith, 1890
- Turbonilla errabunda (Laws, 1937)
- Turbonilla erythrosclera (Mörch, 1875)
- Turbonilla eschscholtzi Dall & Bartsch, 1907
- Turbonilla escondida Poppe, Tagaro & Stahlschmidt, 2015
- Turbonilla eucosmobasis Dall & Bartsch, 1907
- Turbonilla eucteana Melvill, 1910
- Turbonilla eugeniae (Saurin, 1959)
- Turbonilla eupellucida Nomura, 1937
- Turbonilla eva Bartsch, 1917
- Turbonilla evadna Bartsch, 1924
- Turbonilla evagone Bartsch, 1924
- Turbonilla evanescens Peñas & Rolán, 2010
- Turbonilla excolpa Dall & Bartsch, 1909
- Turbonilla exilis (C. B. Adams, 1850)
- Turbonilla exilispira Melvill, 1918
- Turbonilla eyerdami Bartsch, 1927
- Turbonilla fackenthallae Smith & Gordon, 1948
- Turbonilla farinatiae Pimenta & Absalao, 2004
- Turbonilla farroupilha Pimenta & Absalao, 2004
- Turbonilla fasciata (d’Orbigny, 1840)
- Turbonilla fastigata Peñas & Rolán, 2010
- Turbonilla fatuhiva Peñas & Rolán, 2010
- Turbonilla favilla Dall & Bartsch, 1909
- Turbonilla felicita Laseron, 1959
- Turbonilla felisae Peñas & Rolán, 2010
- Turbonilla fernandezantoni Peñas & Rolán, 2010
- Turbonilla fernandoi Peñas & Rolán, 2010
- Turbonilla ferrani Peñas & Rolán, 2010
- Turbonilla festiva de Folin, 1867
- Turbonilla fideliformis Peñas & Rolán, 2010
- Turbonilla fijianorum Peñas & Rolán, 2010
- Turbonilla fijiensis Peñas & Rolán, 2010
- Turbonilla finlayi Powell, 1926
- Turbonilla fischeri E. A. Smith, 1891
- Turbonilla fitoi Peñas & Rolán, 2010
- Turbonilla flaianoi Mazziotti, Agamennone, Micali & Tisselli, 2006
- Turbonilla flavescens (Carpenter, 1857)
- Turbonilla flexicosta (Laseron, 1951)
- Turbonilla florida Peñas & Rolán, 2010
- Turbonilla fontainei Peñas & Rolán, 2010
- Turbonilla fonteini De Jong & Coomans, 1988
- Turbonilla forsteriana (Laws, 1937)
- Turbonilla forticostae Peñas & Rolán, 2010
- Turbonilla fragilis A. Adams, 1860
- Turbonilla franciscana Bartsch, 1917
- Turbonilla francisquitana Baker, Hanna & Strong, 1928
- Turbonilla fraterna Melvill, 1910
- Turbonilla fulgidula (Jeffreys, 1884)
- Turbonilla fulvizonata Nomura, 1938
- Turbonilla funiculata de Folin, 1868
- Turbonilla fusca (A. Adams, 1853)
- Turbonilla fuscoelongata Peñas & Rolán, 1997
- Turbonilla fustis Odé, 1995
- Turbonilla gabbiana (J. G. Cooper, 1867)
- Turbonilla gabrielae Peñas, Rolán & Swinnen, 2014
- Turbonilla galactodes Melvill, 1910
- Turbonilla galapagensis Dall & Bartsch, 1909
- Turbonilla galianoi Dall & Bartsch, 1909
- Turbonilla garciai Peñas & Rolán, 2010
- Turbonilla garrettiana Dall & Bartsch, 1906
- Turbonilla garthi Strong & Hertlein, 1939
- Turbonilla gemmula E. A. Smith, 1904
- Turbonilla gemmulata (Saurin, 1959)
- Turbonilla genilda Dall & Bartsch, 1909
- Turbonilla geraudiei (Saurin, 1959)
- Turbonilla ghanensis Peñas & Rolán, 1997
- Turbonilla giannuzzii Peñas & Rolán, 2010
- Turbonilla gibbosa (Carpenter, 1857)
- Turbonilla gilli Dall & Bartsch, 1907
- Turbonilla giribeti Peñas & Rolán, 2010
- Turbonilla gitaena Dautzenberg & Fischer H., 1897
- Turbonilla gloriamishimana Hori & Fukuda, 1999
- Turbonilla gloriosa Bartsch, 1912
- Turbonilla gofasi Peñas & Rolán, 1999
- Turbonilla gonzagensis Baker, Hanna & Strong, 1928
- Turbonilla gonzaloi Peñas & Rolán, 2010
- Turbonilla gordoniana Hertlein & Strong, 1951
- Turbonilla goudi Peñas & Rolán, 2002
- Turbonilla goytacazi Pimenta & Absalao, 2004
- Turbonilla gracilior (C. B. Adams, 1852)
- Turbonilla gracillima (Carpenter, 1857)
- Turbonilla gradata Bucquoy, Dautzenberg & Dollfus, 1883
- Turbonilla grandis A. E. Verrill, 1885
- Turbonilla gravicosta (Laseron, 1951)
- Turbonilla gravis (Laseron, 1951)
- Turbonilla grippi Bartsch, 1912
- Turbonilla grohi Peñas & Rolán, 2010
- Turbonilla gruberi Hertlein & Strong, 1951
- Turbonilla gruveli Dautzenberg, 1912
- Turbonilla guaicurana Strong, 1949
- Turbonilla guanacastensis Hertlein & Strong, 1951
- Turbonilla guatulcoensis Hertlein & Strong, 1951
- Turbonilla guerrai Peñas & Rolán, 2010
- Turbonilla guillemi Peñas & Rolán, 2010
- Turbonilla guilleni Bartsch, 1917
- Turbonilla gutierrezi Peñas & Rolán, 2010
- Turbonilla hadakazimana Nomura, 1938
- Turbonilla halanychi Lygre, Kongsrud & Schander, 2011
- Turbonilla haleyi Strong & Hertlein, 1939
- Turbonilla halibrecta Dall & Bartsch, 1909
- Turbonilla halidoma Dall & Bartsch, 1909
- Turbonilla halistrepta Dall & Bartsch, 1909
- Turbonilla hamata Nordsieck, 1972
- Turbonilla hamonvillei (Dautzenberg & Fischer H., 1896)
- Turbonilla hanagaiana Nomura, 1938
- Turbonilla hannai Strong, 1938
- Turbonilla hansi Peñas & Rolán, 2010
- Turbonilla haroldi E. A. Smith, 1890
- Turbonilla hasimotoi Nomura, 1937
- Turbonilla hattenbergeri Peñas & Rolán, 1997
- Turbonilla haullevillei Dautzenberg, 1912
- Turbonilla haycocki Dall & Bartsch, 1911
- Turbonilla hecuba Dall & Bartsch, 1913
- Turbonilla hedleyi (Laseron, 1951)
- Turbonilla heilprini Bush, 1899
- Turbonilla hemphilli Bush, 1899
- Turbonilla hermia Melvill, 1906
- Turbonilla hernandezi Peñas & Rolán, 2010
- Turbonilla hespera Bartsch, 1927
- Turbonilla heterolopha Dall & Bartsch, 1909
- Turbonilla hipolitensis Dall & Bartsch, 1909
- Turbonilla hiradoensis Pilsbry, 1904
- Turbonilla histias Dall & Bartsch, 1909
- Turbonilla hoeisaeteri Lygre, Kongsrud & Schander, 2011
- Turbonilla hoeki (Dautzenberg & Fischer H., 1896)
- Turbonilla hofmani Angas, 1877
- Turbonilla holocenica Robba, Di Geronimo, Chaimanee, Negri & Sanfilippo, 2004
- Turbonilla homoeotata (Watson, 1886)
- Turbonilla honiara Peñas & Rolán, 2010
- Turbonilla houseri Dall & Bartsch, 1909
- Turbonilla hua Bartsch, 1926
- Turbonilla humbertoi Peñas & Rolán, 2010
- Turbonilla hypolispa Dall & Bartsch, 1909
- Turbonilla icela Melvill, 1910
- Turbonilla idothea Bartsch, 1927
- Turbonilla iglesiasi Peñas & Rolán, 2010
- Turbonilla ignacia Dall & Bartsch, 1909
- Turbonilla ilfa Bartsch, 1927
- Turbonilla ima Dall & Bartsch, 1909
- Turbonilla imbana Yokoyama, 1922
- Turbonilla imperialis Dall & Bartsch, 1909
- Turbonilla ina Bartsch, 1917
- Turbonilla inaequabilis Peñas & Rolán, 1997
- Turbonilla inaequalis Melvill, 1904
- Turbonilla inca Bartsch, 1926
- Turbonilla incurva (Laseron, 1959)
- Turbonilla indenta (Laseron, 1959)
- Turbonilla indentata (Carpenter, 1857)
- Turbonilla indispensabilis Peñas & Rolán, 2010
- Turbonilla indonesiae van Aartsen & Corgan, 1996
- Turbonilla infans (Laseron, 1951)
- Turbonilla infantula Dall & Bartsch, 1906
- Turbonilla infelix Nomura, 1936
- Turbonilla inferiuslata Peñas & Rolán, 2010
- Turbonilla informis (Laws, 1937)
- Turbonilla infrabita Peñas & Rolán, 2010
- Turbonilla inobservata Peñas & Rolán, 1999
- Turbonilla insularis Dall & Simpson, 1901
- Turbonilla integra (Saurin, 1959)
- Turbonilla interrupta (Totten, 1835)
- Turbonilla intia Dall & Bartsch, 1926
- Turbonilla iolausi Dall & Bartsch, 1955
- Turbonilla iredalei (Laseron, 1959)
- Turbonilla isabelita Peñas & Rolán, 2010
- Turbonilla isabelitae Peñas & Rolán, 2000
- Turbonilla isae Peñas & Rolán, 2010
- Turbonilla iseborae Lygre & Schander, 2010
- Turbonilla israelskyi Strong & Hertlein, 1939
- Turbonilla ista Bartsch, 1917
- Turbonilla jactura (Laws, 1937)
- Turbonilla javiercondei Peñas & Rolán, 2010
- Turbonilla javii Peñas & Rolán, 2010
- Turbonilla jeffreysii (Jeffreys, 1848)
- Turbonilla jewetti Dall & Bartsch, 1909
- Turbonilla joelleae Peñas & Rolán, 2010
- Turbonilla johnsoni Baker, Hanna & Strong, 1928
- Turbonilla jordii Peñas & Rolán, 2002
- Turbonilla jorgei Peñas & Rolán, 2010
- Turbonilla joseantonioi Peñas & Rolán, 2010
- Turbonilla josephi (Saurin, 1959)
- Turbonilla joubini Dautzenberg, 1912
- Turbonilla jozinae van Aartsen & Corgan, 1996
- Turbonilla juanhorroi Peñas & Rolán, 2010
- Turbonilla juani Bartsch, 1917
- Turbonilla juliae Peñas & Rolán, 2010
- Turbonilla kaapor Pimenta & Absalao, 2004
- Turbonilla kadavu Peñas & Rolán, 2010
- Turbonilla kaliwana Strong, 1949
- Turbonilla kamayura Silva-Absalao, Dos Santos & De Olivera, 2003
- Turbonilla kanagawana Nomura, 1938
- Turbonilla kathiewayae Peñas & Rolán, 2010
- Turbonilla keisukeana Yokoyama, 1927
- Turbonilla kelseyi Dall & Bartsch, 1909
- Turbonilla kerstinae Schander, 1994
- Turbonilla kesennumana Nomura, 1938
- Turbonilla kidoensis (Yokoyama, 1922)
- Turbonilla kincaidi Bartsch, 1912
- Turbonilla kingi (Laws, 1937)
- Turbonilla kitcheni (Laseron, 1951)
- Turbonilla kmagha Peñas & Rolán, 2010
- Turbonilla koehleri Peñas & Rolán, 2010
- Turbonilla korantengi Lygre & Schander, 2010
- Turbonilla krakstadi Lygre & Schander, 2010
- Turbonilla kraussi Clessin, 1890
- Turbonilla krebsii (Mörch, 1875)
- Turbonilla kugyoi Nomura, 1938
- Turbonilla kuraenohamana Hori & Fukuda, 1999
- Turbonilla kurodai Nomura, 1936
- Turbonilla kymatoessa (Watson, 1886)
- Turbonilla laboutei Peñas & Rolán, 2010
- Turbonilla lactea (Linnaeus, 1758) (Melkwit priemhorentje)
- Turbonilla laevicostata Sowerby III, 1892
- Turbonilla laminata (Carpenter, 1864)
- Turbonilla lamna Bartsch, 1917
- Turbonilla lamyi Hedley, 1916
- Turbonilla landersi Peñas & Rolán, 2010
- Turbonilla langae (Saurin, 1959)
- Turbonilla lara Dall & Bartsch, 1909
- Turbonilla larranagai Peñas & Rolán, 2010
- Turbonilla larunda Dall & Bartsch, 1909
- Turbonilla latacosta (Laseron, 1959)
- Turbonilla lataminuta Peñas & Rolán, 2010
- Turbonilla laticonica Nomura, 1936
- Turbonilla latilabri Peñas & Rolán, 2010
- Turbonilla laurae Peñas & Rolán, 2010
- Turbonilla lawsi (Powell, 1937)
- Turbonilla lazaroensis Bartsch, 1917
- Turbonilla legoffi Peñas & Rolán, 2010
- Turbonilla lehouarnoi Peñas & Rolán, 2010
- Turbonilla leniterdentata Peñas & Rolán, 2010
- Turbonilla lepta Dall & Bartsch, 1909
- Turbonilla leqatai Peñas & Rolán, 2010
- Turbonilla lerichei (Saurin, 1959)
- Turbonilla leta Bartsch, 1927
- Turbonilla leuca Bush, 1899
- Turbonilla levis (C. B. Adams, 1850)
- Turbonilla levisculpturata Peñas & Rolán, 2010
- Turbonilla levislyrata Peñas & Rolán, 2010
- Turbonilla lillingtoniana (Laws, 1937)
- Turbonilla lillybeckae Nowell-Usticke, 1969
- Turbonilla linearis (Laseron, 1959)
- Turbonilla linjaica Melvill & Standen, 1901
- Turbonilla lirata (A. Adams, 1855)
- Turbonilla lituyana Dall & Bartsch, 1909
- Turbonilla liufaui Peñas & Rolán, 2010
- Turbonilla loboi Peñas & Rolán, 2010
- Turbonilla loiclegoffi Peñas & Rolán, 2010
- Turbonilla lopezyartoi Peñas & Rolán, 2010
- Turbonilla lordii (E. A. Smith, 1880)
- Turbonilla louiseae Clarke, 1954
- Turbonilla lozoueti Peñas & Rolán, 2002
- Turbonilla luandensis Peñas & Rolán, 1997
- Turbonilla lucana Dall & Bartsch, 1909
- Turbonilla lucina Nomura, 1938
- Turbonilla lyalli Dall & Bartsch, 1907
- Turbonilla macaensis Pimenta & Absalao, 2001
- Turbonilla macandreae (Adams H., 1871)
- Turbonilla macbridei Dall & Bartsch, 1909
- Turbonilla macleayana Tenison-Woods, 1876
- Turbonilla macouni Dall & Bartsch, 1910
- Turbonilla macra Dall & Bartsch, 1909
- Turbonilla madriella Strong, 1938
- Turbonilla madrinensis Lamy, 1905
- Turbonilla maestratii Pimenta & Absalao, 2004
- Turbonilla magdalinensis Bartsch, 1927
- Turbonilla magister van Aartsen & Corgan, 1996
- Turbonilla magnacastanea Peñas & Rolán, 2010
- Turbonilla magnifica (Seguenza G., 1879)
- Turbonilla magroi Peñas & Rolán, 2010
- Turbonilla major (C. B. Adams, 1852)
- Turbonilla mala Nomura, 1937
- Turbonilla malaita Peñas & Rolán, 2010
- Turbonilla malakula Peñas & Rolán, 2010
- Turbonilla malaquiasi Peñas & Rolán, 2010
- Turbonilla malulu Peñas & Rolán, 2010
- Turbonilla manaoba Peñas & Rolán, 2010
- Turbonilla manoloi Peñas & Rolán, 2010
- Turbonilla manolorolani Peñas & Rolán, 2010
- Turbonilla mara Bartsch, 1926
- Turbonilla mariae Tenison-Woods, 1875
- Turbonilla mariajoseae Peñas & Rolán, 2010
- Turbonilla mariana Bartsch, 1917
- Turbonilla marnayae Saurin, 1959
- Turbonilla marshalli Dall & Bartsch, 1909
- Turbonilla martae Peñas & Rolán, 1997
- Turbonilla martinezortii Peñas & Rolán, 2010
- Turbonilla masamunei Nomura, 1936
- Turbonilla masayana Hertlein & Strong, 1951
- Turbonilla mataderorum Peñas & Rolán, 2010
- Turbonilla matsushimensis Nomura, 1936
- Turbonilla matusimensis Nomura, 1936
- Turbonilla mayana Baker, Hanna & Strong, 1928
- Turbonilla mcguirei Strong & Hertlein, 1939
- Turbonilla meanguerensis Hertlein & Strong, 1951
- Turbonilla mediocris Peñas & Rolán, 1999
- Turbonilla megascymna Silva-Absalao, Dos Santos & De Olivera, 2003
- Turbonilla melea Bartsch, 1927
- Turbonilla melvilli Dautzenberg, 1912
- Turbonilla mendana Peñas & Rolán, 2010
- Turbonilla menoui Peñas & Rolán, 2010
- Turbonilla mercedesae Peñas & Rolán, 2010
- Turbonilla mermeroglaphyra Silva-Absalao, Dos Santos & De Olivera, 2003
- Turbonilla metulina A. Adams, 1860
- Turbonilla mexicana Dall & Bartsch, 1909
- Turbonilla micalii Peñas & Rolán, 2010
- Turbonilla micans (Monterosato, 1875)
- Turbonilla michaelis Melvill, 1910
- Turbonilla microperone Melvill, 1904
- Turbonilla midas Pimenta & Absalao, 2004
- Turbonilla middendorffi Bartsch, 1927
- Turbonilla mighelsi Bartsch, 1909
- Turbonilla miguelgomezi Peñas & Rolán, 2010
- Turbonilla migueloi Peñas & Rolán, 2010
- Turbonilla miona Bartsch, 1927
- Turbonilla mira Nomura, 1937
- Turbonilla mirifica Pallary, 1904
- Turbonilla mitis (Laws, 1937)
- Turbonilla miurana Nomura, 1937
- Turbonilla modesta (d’Orbigny, 1841)
- Turbonilla modica A. Adams, 1860
- Turbonilla molini Peñas & Rolán, 2010
- Turbonilla mollita Nomura, 1937
- Turbonilla mongga Peñas & Rolán, 2010
- Turbonilla monilifera Dall & Bartsch, 1909
- Turbonilla montoyai Peñas & Rolán, 2010
- Turbonilla montserratae Peñas & Rolán, 2010
- Turbonilla moorei Laws, 1937
- Turbonilla morchi Dall & Bartsch, 1907
- Turbonilla morenoi Peñas & Rolán, 2010
- Turbonilla mormuloides Nomura, 1936
- Turbonilla muelleri Maltzan, 1885
- Turbonilla multicostata (C. B. Adams, 1850)
- Turbonilla multilirata (Monterosato, 1875)
- Turbonilla mumia (A. Adams, 1861)
- Turbonilla munda A. Adams, 1860
- Turbonilla muricata (Carpenter, 1857)
- Turbonilla muricatoides Dall & Bartsch, 1907
- Turbonilla murilloi Peñas & Rolán, 2010
- Turbonilla musorstom Peñas & Rolán, 2010
- Turbonilla myia Bartsch, 1927
- Turbonilla nahuana Baker, Hanna & Strong, 1928
- Turbonilla nahuatliana Hertlein & Strong, 1951
- Turbonilla nanseni Lygre, Kongsrud & Schander, 2011
- Turbonilla nata Nomura, 1938
- Turbonilla neocaledonica Peñas & Rolán, 2010
- Turbonilla neogila Melvill, 1910
- Turbonilla nereia Dall & Bartsch, 1909
- Turbonilla nesiotes Pimenta & Absalão, 1998
- Turbonilla newcombei Dall & Bartsch, 1907
- Turbonilla nicaraguana Hertlein & Strong, 1951
- Turbonilla nicarasana Hertlein & Strong, 1951
- Turbonilla nicholsi Dall & Bartsch, 1909
- Turbonilla nicoyana Hertlein & Strong, 1951
- Turbonilla nigricolor Nomura, 1936
- Turbonilla nihilfere Peñas & Rolán, 2010
- Turbonilla ninona Laseron, 1959
- Turbonilla nippona Nomura, 1936
- Turbonilla nitida A. Adams, 1860
- Turbonilla nivea (Stimpson, 1851)
- Turbonilla nodai (Robba, Di Geronimo, Chaimanee, Negri & Sanfilippo, 2004)
- Turbonilla nodoscalare Peñas & Rolán, 2010
- Turbonilla nodulosa (Laseron, 1959)
- Turbonilla nodulyrata Peñas & Rolán, 2010
- Turbonilla nofronii Peñas & Rolán, 1997
- Turbonilla nonica Bartsch, 1927
- Turbonilla nonnota Nomura, 1936
- Turbonilla nuttalli Dall & Bartsch, 1909
- Turbonilla nuttingi Dall & Bartsch, 1909
- Turbonilla nychia Bartsch, 1924
- Turbonilla oaxacana Hertlein & Strong, 1951
- Turbonilla obeliscus (C. B. Adams, 1850)
- Turbonilla obesa Dall & Bartsch, 1909
- Turbonilla obliqua (Laseron, 1959)
- Turbonilla obliquata (Philippi, 1844)
- Turbonilla obsoleta (Carpenter, 1857)
- Turbonilla oceanica Oliver, 1915
- Turbonilla oenoa Bartsch, 1924
- Turbonilla oligopleura Melvill, 1910
- Turbonilla olivellai Moreno, Peñas & Rolán, 2003
- Turbonilla oliverioi Peñas & Rolán, 1997
- Turbonilla opisthocostae Peñas & Rolán, 2010
- Turbonilla oregonensis Dall & Bartsch, 1907
- Turbonilla orientica Corgan, 1970
- Turbonilla ornata (d’Orbigny, 1840)
- Turbonilla orthocostae Peñas & Rolán, 2010
- Turbonilla osrhomboides Peñas & Rolán, 2010
- Turbonilla osyuensis Nomura, 1936
- Turbonilla otnirocensis Hertlein & Strong, 1951
- Turbonilla ottomoerchi Hertlein & Strong, 1951
- Turbonilla otukai Nomura, 1938
- Turbonilla ovalis de Folin, 1868
- Turbonilla owenga (Laws, 1937)
- Turbonilla ozanneana Hertlein & Strong, 1951
- Turbonilla pablopenasi Peñas, Rolán & Swinnen, 2014
- Turbonilla pacaudi Peñas & Rolán, 2010
- Turbonilla pachypleura Melvill, 1910
- Turbonilla pagesi Peñas & Rolán, 2010
- Turbonilla panamensis (C. B. Adams, 1852)
- Turbonilla paquitae Peñas & Rolán, 2010
- Turbonilla paralaminata Castellanos, 1982
- Turbonilla paramoea Dall & Bartsch, 1909
- Turbonilla parlucidula Nomura, 1936
- Turbonilla parsysti Peñas & Rolán, 2002
- Turbonilla parviscymna Pimenta & Absalao, 2004
- Turbonilla parvitesta Nomura, 1936
- Turbonilla patruelis Melvill, 1918
- Turbonilla paucicostulata Tokunaga, 1906
- Turbonilla paucilirata (Carpenter, 1857)
- Turbonilla paucina Laseron, 1959
- Turbonilla paucistriata (Jeffreys, 1884)
- Turbonilla pauli Smith & Gordon, 1958
- Turbonilla paulinoi Pimenta & Absalao, 2004
- Turbonilla pauper Nomura, 1936
- Turbonilla pauperata Locard, 1897
- Turbonilla paupercostae Peñas & Rolán, 2010
- Turbonilla paupercula Nomura, 1936
- Turbonilla pazana Dall & Bartsch, 1909
- Turbonilla pazensis Baker, Hanna & Strong, 1928
- Turbonilla pazondinae Peñas & Rolán, 2010
- Turbonilla peilei Dall & Bartsch, 1911
- Turbonilla penascoensis Lowe, 1935
- Turbonilla penasi Nofroni & Gubbioli, 2000
- Turbonilla penistoni Bush, 1899
- Turbonilla pentalopha Dall & Bartsch, 1903
- Turbonilla penuriacostarum Peñas & Rolán, 2010
- Turbonilla pequensis Dall & Bartsch, 1909
- Turbonilla perelloi Peñas & Rolán, 2010
- Turbonilla perezdionisi Peñas & Rolán, 1997
- Turbonilla perfecta A. Adams, 1860
- Turbonilla pericuana Strong, 1949
- Turbonilla periscelida Dall & Bartsch, 1909
- Turbonilla perlepida A. E. Verrill, 1885
- Turbonilla pesa Dall & Bartsch, 1910
- Turbonilla phalera Dall & Bartsch, 1909
- Turbonilla phanea Dall & Bartsch, 1909
- Turbonilla philmaestratii Peñas & Rolán, 2010
- Turbonilla philomelae (Watson, 1886)
- Turbonilla phyllidis Melvill, 1910
- Turbonilla pierrelozoueti Peñas & Rolán, 2010
- Turbonilla pinguis (Laseron, 1951)
- Turbonilla pini Peñas & Rolán, 1997
- Turbonilla pizarroae Peñas & Rolán, 2010
- Turbonilla plana (Robba, Di Geronimo, Chaimanee, Negri & Sanfilippo, 2004)
- Turbonilla planicostata Yokoyama, 1922
- Turbonilla planitesta Nomura, 1936
- Turbonilla pleijeli Schander, 1994
- Turbonilla pluto Dall & Bartsch, 1909
- Turbonilla pocahontasae Henderson & Bartsch, 1914
- Turbonilla polaris Hedley, 1916 †
- Turbonilla porrecta (Laseron, 1959)
- Turbonilla porteri Baker, Hanna & Strong, 1928
- Turbonilla portoparkerensis Hertlein & Strong, 1951
- Turbonilla portoricana Dall & Simpson, 1901
- Turbonilla postacuticostata Sacco, 1892
- Turbonilla poupini Peñas & Rolán, 2010
- Turbonilla powelli Bucknill, 1924
- Turbonilla powhatani Henderson & Bartsch, 1914
- Turbonilla prefasii Peñas & Rolán, 2010
- Turbonilla procerita (Laseron, 1959)
- Turbonilla prolongata (Carpenter, 1857)
- Turbonilla proneri Peñas & Rolán, 2010
- Turbonilla propingua (Laseron, 1951)
- Turbonilla prosocostae Peñas & Rolán, 2010
- Turbonilla pseudapproximata Nomura, 1936
- Turbonilla pseudomala Nomura, 1938
- Turbonilla pseudomarteli Peñas & Rolán, 1997
- Turbonilla pseudomultigyrata Nomura, 1936
- Turbonilla puella Thiele, 1930
- Turbonilla pugetensis Bartsch, 1917
- Turbonilla pulchella (d’Orbigny, 1841)
- Turbonilla pumila Seguenza G., 1876
- Turbonilla puncta (C. B. Adams, 1850)
- Turbonilla punctillum Melvill, 1910
- Turbonilla punctiperipherata Nomura, 1936
- Turbonilla punicea Dall, 1884
- Turbonilla pupodentata Peñas & Rolán, 2010
- Turbonilla pupoides (d’Orbigny, 1841)
- Turbonilla pupominuta Peñas & Rolán, 2010
- Turbonilla pusilla (Philippi, 1844) (Klein priemhorentje)
- Turbonilla pyrgidium Tomlin & Shackleford, 1914
- Turbonilla pyrrha Bush, 1899
- Turbonilla quaestuosa Melvill, 1910
- Turbonilla queenslandica (Laseron, 1959)
- Turbonilla quesadai Peñas & Rolán, 2010
- Turbonilla quintanai Peñas & Rolán, 2010
- Turbonilla rachialis Pimenta & Absalao, 2004
- Turbonilla rafaeli Peñas & Rolán, 1997
- Turbonilla rakiura (Laws, 1937)
- Turbonilla rambhanensis (Preston, 1914)
- Turbonilla ramosinsulae Peñas & Rolán, 2010
- Turbonilla raritans Nomura, 1936
- Turbonilla rathbuni Verrill & Smith, 1880
- Turbonilla ratusukunai Peñas & Rolán, 2010
- Turbonilla raymondi Dall & Bartsch, 1909
- Turbonilla realejoensis Hertlein & Strong, 1951
- Turbonilla recta Dall & Bartsch, 1909
- Turbonilla recticostata Melvill, 1910
- Turbonilla rectogallica Sacco, 1892
- Turbonilla redondoensis Bartsch, 1917
- Turbonilla regina Dall & Bartsch, 1909
- Turbonilla regis (Saurin, 1959)
- Turbonilla reticulata (C. B. Adams, 1850)
- Turbonilla rewa Peñas & Rolán, 2010
- Turbonilla rex Thiele, 1925
- Turbonilla rhabdoides (Watson, 1886)
- Turbonilla rhabdota (Watson, 1886)
- Turbonilla rhea Bartsch, 1927
- Turbonilla rhizophorae Hertlein & Strong, 1951
- Turbonilla richeri Peñas & Rolán, 2010
- Turbonilla ridgwayi Dall & Bartsch, 1909
- Turbonilla ridiculosa Nomura, 1937
- Turbonilla riisei (Mørch, 1875)
- Turbonilla rikuzenosimensis Nomura, 1938
- Turbonilla rima Bartsch, 1926
- Turbonilla rimaca Bartsch, 1926
- Turbonilla rinella Dall & Bartsch, 1910
- Turbonilla rixtae (De Jong & Coomans, 1988)
- Turbonilla rodejai Peñas & Rolán, 2010
- Turbonilla rodrii Peñas & Rolán, 2010
- Turbonilla rolingiana Saurin, 1962
- Turbonilla romeasiana Saurin, 1962
- Turbonilla rosapereirae Peñas & Rolán, 2010
- Turbonilla rosewateri Corgan & van Aartsen, 1993
- Turbonilla rubioi Peñas & Rolán, 1997
- Turbonilla rudoi Peñas & Rolán, 2010
- Turbonilla rushii Bush, 1899
- Turbonilla russell Peñas & Rolán, 2010
- Turbonilla salinasensis Bartsch, 1928
- Turbonilla salomonensis Peñas & Rolán, 2010
- Turbonilla samadiae Peñas & Rolán, 2010
- Turbonilla sanctorum Dall & Bartsch, 1909
- Turbonilla sandoi Nomura, 1938
- Turbonilla sanjuani Peñas & Rolán, 2010
- Turbonilla sanmatiensis Castellanos, 1982
- Turbonilla santamariana Bartsch, 1917
- Turbonilla santarosana Dall & Bartsch, 1909
- Turbonilla santosana Dall & Bartsch, 1909
- Turbonilla scala (Laws, 1937)
- Turbonilla scalaeformis Peñas & Rolán, 2010
- Turbonilla scalariformis Thiele, 1930
- Turbonilla scaliola A. Adams, 1860
- Turbonilla scalpidens Watson, 1886
- Turbonilla scammonensis Bartsch, 1912
- Turbonilla scapulata Pimenta & Absalao, 2004
- Turbonilla scarabinoi Peñas & Rolán, 2010
- Turbonilla schlumbergeri Dautzenberg & Fischer H., 1896
- Turbonilla schmitti Bartsch, 1917
- Turbonilla scitula A. Adams, 1861
- Turbonilla scrobiculata Schander, 1994
- Turbonilla sculptilis A. Adams, 1860
- Turbonilla sealei Strong & Hertlein, 1939
- Turbonilla sebastiani Bartsch, 1917
- Turbonilla secernenda Dautzenberg, 1912
- Turbonilla secura Dall & Bartsch, 1906
- Turbonilla sedillina Dall & Bartsch, 1904
- Turbonilla semela Bartsch, 1924
- Turbonilla semicolorata Yokoyama, 1927
- Turbonilla semicostata (Jeffreys, 1884)
- Turbonilla senegalensis Maltzan, 1885
- Turbonilla serrae Dall & Bartsch, 1907
- Turbonilla shigeohorii Peñas & Rolán, 2010
- Turbonilla shimeki Dall & Bartsch, 1909
- Turbonilla shuyakensis Bartsch, 1927
- Turbonilla signae Dall & Bartsch, 1909
- Turbonilla simileulimella Peñas & Rolán, 2010
- Turbonilla similtiberia Peñas & Rolán, 2010
- Turbonilla simpsoni Dall & Bartsch, 1909
- Turbonilla sinaloana Strong, 1949
- Turbonilla sinensis Sowerby III, 1894
- Turbonilla singularis Peñas & Rolán, 2010
- Turbonilla sinuosa (Jeffreys, 1884)
- Turbonilla sirena Bartsch, 1927
- Turbonilla sitioi Nomura, 1936
- Turbonilla smithi Strebel, 1905
- Turbonilla smithsoni Dall & Bartsch, 1909
- Turbonilla solidissima Nomura, 1936
- Turbonilla solomonensis Peñas & Rolán, 2010
- Turbonilla soniliana Hertlein & Strong, 1951
- Turbonilla sordida Nomura, 1936
- Turbonilla sororia Melvill, 1896
- Turbonilla speira (Ravenel, 1859)
- Turbonilla stearnsii Dall & Bartsch, 1903
- Turbonilla stegastris Melvill & Standen, 1901
- Turbonilla stelleri Bartsch, 1927
- Turbonilla stenogyra Dall & Bartsch, 1909
- Turbonilla stephanogyra Dall & Bartsch, 1909
- Turbonilla stillmani Smith & Gordon, 1948
- Turbonilla stimpsoni Bush, 1899
- Turbonilla stipes (Laws, 1937)
- Turbonilla stonei Strong & Hertlein, 1939
- Turbonilla strebeli Corgan, 1969
- Turbonilla striosa (C. B. Adams, 1852)
- Turbonilla strongi Willett, 1931
- Turbonilla stylina (Carpenter, 1864)
- Turbonilla subdelia Saurin, 1959
- Turbonilla subplanicostata Yokoyama, 1927
- Turbonilla substriata (C. B. Adams, 1850)
- Turbonilla subtilissima Dautzenberg, 1912
- Turbonilla subula Mörch, 1859
- Turbonilla subulina Monterosato, 1889
- Turbonilla sulacana Hertlein & Strong, 1951
- Turbonilla summafulgens Peñas & Rolán, 2010
- Turbonilla sumneri Bartsch, 1909
- Turbonilla superba Dall & Bartsch, 1909
- Turbonilla supramirabilis Nomura, 1936
- Turbonilla sursumnodosa Peñas & Rolán, 2010
- Turbonilla susomendezi Peñas & Rolán, 1997
- Turbonilla suteri Powell, 1926
- Turbonilla suturabrevis Peñas & Rolán, 2010
- Turbonilla suva Peñas & Rolán, 2010
- Turbonilla swani Dall & Bartsch, 1909
- Turbonilla swinneni Peñas & Rolán, 1997
- Turbonilla sykesii Melvill, 1910
- Turbonilla syrtensis van Aartsen, 1981
- Turbonilla talma Dall & Bartsch, 1910
- Turbonilla tanquamacus Peñas & Rolán, 2010
- Turbonilla tantilla Hornung & Mermod, 1924
- Turbonilla taroaniara Peñas & Rolán, 2010
- Turbonilla tarragai Peñas & Rolán, 2010
- Turbonilla tasmanica Tenison-Woods, 1875
- Turbonilla taylori Dall & Bartsch, 1907
- Turbonilla tecalco Bartsch, 1917
- Turbonilla tefunta Bartsch, 1915
- Turbonilla teganumana Yokoyama, 1922
- Turbonilla tehuantepecana Hertlein & Strong, 1951
- Turbonilla templadoi Peñas & Rolán, 1997
- Turbonilla templaris Melvill, 1898
- Turbonilla templetonis Hertlein & Strong, 1951
- Turbonilla tenuicosta Issel, 1869
- Turbonilla tenuicula (Gould, 1853)
- Turbonilla tenuilirata (Carpenter, 1857)
- Turbonilla terebralis (Carpenter, 1857)
- Turbonilla terebrina Melvill, 1896
- Turbonilla terminuslevis Peñas & Rolán, 2010
- Turbonilla textilis (Kurtz, 1860)
- Turbonilla thaanumi Pilsbry & Vanatta, 1908
- Turbonilla thakombau Peñas & Rolán, 2010
- Turbonilla theone Bartsch, 1927
- Turbonilla thewe Peñas & Rolán, 2010
- Turbonilla thornleyana Laseron, 1951
- Turbonilla thryallis Melvill, 1918
- Turbonilla thyne Bartsch, 1924
- Turbonilla tia Bartsch, 1926
- Turbonilla tiara May, 1911
- Turbonilla tiganourana Nomura, 1936
- Turbonilla tikkoensis Nomura, 1936
- Turbonilla tincta Sowerby III, 1900
- Turbonilla tolteca Baker, Hanna & Strong, 1928
- Turbonilla tonbensis Nomura, 1939
- Turbonilla tongaensis Peñas & Rolán, 2010
- Turbonilla toniperezi Peñas & Rolán, 2010
- Turbonilla torquata (Gould, 1853)
- Turbonilla torresiana (Laseron, 1959)
- Turbonilla townsendi Melvill, 1910
- Turbonilla toyatani Henderson & Bartsch, 1914
- Turbonilla traveli Peñas & Rolán, 2010
- Turbonilla tremperi Bartsch, 1917
- Turbonilla tridentata (Carpenter, 1864)
- Turbonilla truncatelloides E. A. Smith, 1890
- Turbonilla tubaui Peñas & Rolán, 2010
- Turbonilla tuckeri Peñas & Rolán, 2010
- Turbonilla tugelae Barnard, 1963
- Turbonilla tupinamba Pimenta & Absalão, 2002
- Turbonilla uaca Pimenta & Absalao, 2004
- Turbonilla uespi Peñas & Rolán, 2010
- Turbonilla ulloa Bartsch, 1917
- Turbonilla ulyssi Hertlein & Strong, 1951
- Turbonilla umbrina Melvill, 1918
- Turbonilla undata (Carpenter, 1857)
- Turbonilla unicincta Melvill, 1910
- Turbonilla unifasciata (Carpenter, 1857)
- Turbonilla urdeneta Bartsch, 1917
- Turbonilla urgorrii Peñas & Rolán, 2010
- Turbonilla uruguayensis Pilsbry, 1897
- Turbonilla utuana Hertlein & Strong, 1951
- Turbonilla vaghena Peñas & Rolán, 2010
- Turbonilla vaillanti (Dautzenberg & Fischer H., 1896)
- Turbonilla valdeobesa Peñas & Rolán, 2010
- Turbonilla valida Verrill & Bush, 1900
- Turbonilla vallata Melvill, 1912
- Turbonilla vana (Laseron, 1951)
- Turbonilla vanae (Saurin, 1959)
- Turbonilla vancouverensis (Baird, 1863)
- Turbonilla varicifera Tate, 1898
- Turbonilla varicosa (A. Adams, 1855)
- Turbonilla vatilau Peñas & Rolán, 2010
- Turbonilla vegrandis (Laws, 1937)
- Turbonilla velaini Tryon, 1886
- Turbonilla venusta Issel, 1869
- Turbonilla venustula A. Adams, 1860
- Turbonilla verecunda (Laws, 1937)
- Turbonilla verrilli Bartsch, 1909
- Turbonilla vesperis Pilsbry & Lowe, 1932
- Turbonilla vestae Hertlein & Strong, 1951
- Turbonilla vexativa Dall & Bartsch, 1909
- Turbonilla vigilia (Laws, 1937)
- Turbonilla villeni Peñas & Rolán, 2010
- Turbonilla villi Peñas & Rolán, 2010
- Turbonilla vincula (Laseron, 1959)
- Turbonilla vinhi Saurin, 1959
- Turbonilla virga Dall, 1884
- Turbonilla virgata Dall, 1892
- Turbonilla virginica Henderson & Bartsch, 1914
- Turbonilla virginieherosae Peñas & Rolán, 2010
- Turbonilla virgo (Carpenter, 1864)
- Turbonilla virgulinoi Silva-Absalao, Dos Santos & De Olivera, 2003
- Turbonilla viridaria Dall, 1884
- Turbonilla viscainoi Bartsch, 1917
- Turbonilla vitilevu Peñas & Rolán, 2010
- Turbonilla vivesi Hertlein & Strong, 1951
- Turbonilla vix Pimenta & Absalão, 1998
- Turbonilla waitemata (Laws, 1937)
- Turbonilla walpole Peñas & Rolán, 2010
- Turbonilla weldi Dall & Bartsch, 1909
- Turbonilla westermanni De Jong & Coomans, 1988
- Turbonilla wetmorei Strong & Hertlein, 1937
- Turbonilla whiteavesi Bartsch, 1909
- Turbonilla wickhami Dall & Bartsch, 1909
- Turbonilla willaseni Lygre, Kongsrud & Schander, 2011
- Turbonilla willetti Smith & Gordon, 1948
- Turbonilla wrightsvillensis E. N. Powell, 1983
- Turbonilla xartoi Peñas & Rolán, 2010
- Turbonilla yolettae Hertlein & Strong, 1951
- Turbonilla zacae Hertlein & Strong, 1951
- Turbonilla zatoi Nomura, 1936
- Turbonilla zealandica (Hutton, 1883)
- Turbonilla zulmae Pimenta & Absalão, 1998

## Uitgestorven soorten
- † Turbonilla albolapis (Laws, 1937)
- † Turbonilla arcana Laws, 1937
- † Turbonilla asperedolata Laws, 1940
- † Turbonilla awamoana Laws, 1937
- † Turbonilla awasimulans Laws, 1937
- † Turbonilla clifdenica Laws, 1937
- † Turbonilla comitas Laws, 1937
- † Turbonilla crebricostata Marwick, 1931
- † Turbonilla duplicaria Marwick, 1931
- † Turbonilla erratica Laws, 1937
- † Turbonilla eruita (Laws, 1950)
- † Turbonilla evelynae (Laws, 1937)
- † Turbonilla granti (Laws, 1937)
- † Turbonilla haugrandis Marwick, 1931
- † Turbonilla kaawa (Laws, 1937)
- † Turbonilla kereruensis (Laws, 1937)
- † Turbonilla komitica Laws, 1937
- † Turbonilla koruahina Laws, 1937
- † Turbonilla macies Laws, 1937
- † Turbonilla natales Laws, 1937
- † Turbonilla ngatutura (Laws, 1940)
- † Turbonilla oamarua Laws, 1937
- † Turbonilla pakaurangiensis (Laws, 1939)
- † Turbonilla petaneana (Laws, 1937)
- † Turbonilla pliocenica (Laws, 1937)
- † Turbonilla praegravata Laws, 1940
- † Turbonilla pukeuriensis Laws, 1937
- † Turbonilla quadruplator (Laws, 1940)
- † Turbonilla raptor (Laws, 1937)
- † Turbonilla semilaevigata (Laws, 1937)
- † Turbonilla separabilis Laws, 1937
- † Turbonilla speighti Laws, 1937
- † Turbonilla stoneleighana Laws, 1937
- † Turbonilla sycophanta (Laws, 1937)
- † Turbonilla waikura Marwick, 1931